# Stammhaus
Ein Stammhaus ist im weiteren Sinne ein Wohnhaus oder Gebäude, das von seinem Eigentümer nicht selbst errichtet oder von Dritten erworben, sondern von dessen Vorfahren, insbesondere dessen Eltern, übernommen wurde. Im engeren Sinne wurden Güter, Schlösser und Wohnsitze adeliger Familien als Stammhäuser bezeichnet, sofern sie dort ihren ständigen Aufenthalt hatten. Diese Adelsgeschlechter übernahmen oftmals die Namen ihrer Stammhäuser (zum Beispiel die Grafen von Altena, das Adelsgeschlecht Gleichen und die Freiherren von Hardenberg). Der umgekehrte Fall, dass die Stammhäuser nach den sie bewohnenden Familien benannt wurden, kam ebenfalls vor (z. B. Stammhaus Krupp).